# Songs of Innocence and of Experience
Pour les articles homonymes, voir Songs of Innocence.
Songs of Innocence and of Experience est un recueil de poésies du peintre et poète pré-romantique britannique William Blake. Il est publié en deux temps : quelques exemplaires sont imprimés et illustrés par Blake lui-même en 1789, sous le titre Songs of Innocence. Cinq ans plus tard, il lie ces premiers poèmes à de nouveaux textes sous le titre Songs of Experience, publiant l'ensemble sous le titre Songs of Innocence and of Experience Showing the Two Contrary States of the Human Soul (en français : « Chansons d'innocence et d'expérience montrant les deux états contraires de l'âme humaine »).

## Analyse
Les catégories de Blake représentent un mode de perception qui tend à correspondre à une chronologie qui deviendra propre au romantisme : l'enfance est un état caractérisé par l'innocence plutôt que par le péché originel, mais guère à l'abri du monde déchu. Ce monde empiète parfois sur l'enfance elle-même ; tout événement est alors connu grâce à l'expérience, un état marqué par la perte de vitalité caractéristique de l'enfance, par la peur et l'inhibition, par la corruption politique et sociale et par l'oppression multiforme de l’Église, de l'État et du jeu des classes sociales. Des titres contradictoires marquent cette opposition dans le recueil : au sein de Songs of Innocence figure Infant Joy, tandis que figure dans Songs of Experience son contraire Infant Sorrow. La simplicité austère de poèmes tels que The Chimney Sweeper (« Le Ramoneur ») et la sensibilité aiguë de Little Black Boy témoignent du regard que porte William Blake sur la pauvreté et l'exploitation qui accompagnent les « sombres et sataniques usines » de la révolution industrielle,.

## Songs of Innocence
Songs of Innocence est un recueil autonome de 19 poèmes illustrés imprimé en 1789.
- Introduction
- The Shepherd
- The Echoing Green
- The Lamb
- The Little Black Boy
- The Blossom
- The Chimney Sweeper
- The Little Boy lost
- The Little Boy found
- Laughing Song
- A Cradle Song
- The Divine Image
- Holy Thursday
- Night
- Spring
- Nurse's Song
- Infant Joy
- A Dream
- On Another's Sorrow

## Songs of Experience

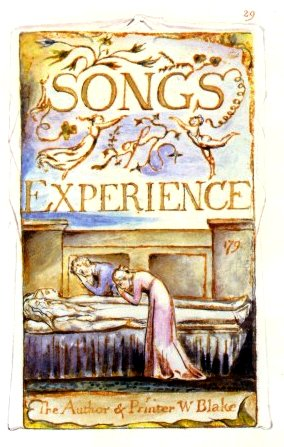
Planche de la page de titre (exemplaire no 29) du recueil, illustrée par William Blake.

Songs of Experience est un recueil de 26 poèmes formant la seconde partie de Songs of Innocence and of Experience, publiée en 1794.
- Introduction
- Earth's Answer
- The Clod and the Pebble
- Holy Thursday
- The Little Girl Lost
- The Little Girl Found
- The Chimney Sweeper
- Nurse's Song
- The Sick Rose
- The Fly
- The Angel
- The Tyger
- My Pretty Rose Tree
- Ah! Sunflower
- The Lilly
- The Garden of Love
- The Little Vagabond
- London
- The Human Abstract
- Infant Sorrow
- A Poison Tree
- A Little Boy Lost
- A Little Girl Lost
- To Tirzah
- The Schoolboy
- The Voice of the Ancient Bard

## Mise en musique
Les poèmes des deux recueils ont été mis en musique par de nombreux compositeurs, parmi lesquels Ralph Vaughan Williams, Joseph Holbrooke, John Frandsen, Per Drud Nielsen, Sven-David Sandström, Benjamin Britten, le Néerlandais  Jacob ter Veldhuis (né en 1951), et l'Américain William Bolcom (né en 1938). Les poèmes ont également été mis en musique individuellement par John Tavener, Victoria Poleva, Jah Wobble, Tangerine Dream, Caprice (en), Jeff Johnson et Daniel Amos notamment.
Le poète américain Allen Ginsberg estime que les poèmes étaient initialement destinés à être chantés. En 1969, il compose et interprète – chant, piano et harmonium – un album de chansons intitulé Songs of Innocence and Experience.
Enfin, les recueils ont inspiré deux albums au musicien David Axelrod, à savoir Song of Innocence (1968) et Songs of Experience (1969).

## Éditions
Des fac-similés sont publiés en 1975 (OCLC 2052516) et 2008 (OCLC 876570398) par la Bibliothèque Huntington.